# 蔡良珠
玛尔卡·T（1943年1月27日—2023年8月17日），本名蔡良珠是印度尼西亚的一位大眾文學愛情小說和儿童文学作家。她是印度尼西亚最多产的作家之一，1971年因连载小说《卡美拉》（Karmila）而出名，该小说于1973年出版成书，后来被拍成电影。截至2006年，她已出版了38部小说，被称为“印尼通俗小说之女王”。

## 生平
1943年出生于雅加达一个信奉天主教的印度尼西亞華人（峇峇娘惹）家庭。她从小就开始写作，21 岁时就发表了第一部短篇小说《27号房间》。1969年，她又出版了第一本书，名为《我的家就是我的城堡》，属于儿童故事书。在此期间，她还在共和大学（即如今的帝利沙地大學）读医科。1965年因爆发了九三〇事件而被迫停课，直至1969年才复课。复课后她继续课程的学习，1974年获得医学士学位。
蔡良珠在1971年出版首部小说《卡米拉》后成名。1972年，她延续《卡米拉》的成功，出版了《风暴必将过去》，该书于1972年6月5日至9月2日在羅盤報上连载，成书于1974年出版。两部小说均被改编成电影版，电影《风暴必将过去》获得了四项芝特拉電影獎。早期的成功使她决定继续写作。
在20世纪70年代末以及整个80年代和90年代，蔡良珠出版了许多畅销小说。包括《幻觉》、《红色传奇》和《萨巴拉医生的秘密》。她还出版了几本短篇小说集，包括《情歌》和《莫尼克》。
2004年，蔡良珠出版了《一朵希望之花》，纪念1998年黑色五月暴动八周年。该书讲述了骚乱期间华人妇女遭受的侵害。
截至2006年，蔡良珠已创作80篇短篇小说、50部儿童文学作品和38部长篇小说

## 印尼华人身份认同
在印度尼西亚針對印尼華人的法規执行时期，蔡良珠被认为试图与自己的印度尼西亞華人背景保持距离，这一点从她使用中性笔名以及对中国文化和文学作品中的问题的普遍漠视可以看出。她的措辞也被描述为“与印度尼西亚土著作家完全相同”。因此，许多读者并不知道蔡良珠是印尼华裔。蔡良珠在2021年出版的回忆录中完全公开其华裔身份。